# أوز (مسلسل)
أو زد (بالإنجليزية: OZ)‏، هو مسلسل أمريكي عرضت أول حلقة له سنة ،1997 وعرضت آخر حلقة من المسلسل سنة 2003 هو مسلسل تابع لقناة HBO وهو مسلسل دراما وجريمة.

## وصلات خارجية
- أو زد على موقع IMDb (الإنجليزية)
- أو زد على موقع ميتاكريتيك (الإنجليزية)
- أو زد على موقع الموسوعة البريطانية (الإنجليزية)
- أو زد على موقع روتن توميتوز (الإنجليزية)
- أو زد على موقع كينوبويسك (الروسية)
- أو زد على موقع ألو سيني (الفرنسية)
- أو زد على موقع قاعدة بيانات الفيلم (الإنجليزية)